# Kurt Göcke
Kurt Göcke (* 23. Dezember 1884 in Dresden; † 26. März 1976) war ein deutscher Orthopäde und Professor an der TH Dresden.
Nach dem Abitur 1905 an der Dreikönigsschule in Dresden studierte er Medizin, zuletzt in Freiburg i. Br. 1908 bis 1910 wurde er Assistent am Physiologischen Institut an der Universität Freiburg i. Br. und promovierte dort 1911. Zeitgleich erhielt er die Approbation und arbeitete dann in der Pathologie. Von 1913 bis 1918 war er Assistent an der Universität Tübingen, parallel leistete er Wehrdienst im Ersten Weltkrieg. 1919 ließ er sich als praktischer Arzt in Dresden nieder und arbeitete im Reichsversorgungswesen. 1925 folgte die Habilitation an der TH Dresden für Orthopädie, von 1931 bis 1939 war er dort Facharzt für Orthopädie und Chirurgie, bis 1936 als a.o. Professor. Im November 1933 unterzeichnete er das Bekenntnis der deutschen Professoren zu Adolf Hitler. Von 1939 bis 1945 diente er als Sanitätsoffizier im Zweiten Weltkrieg. Nach 1945 bis 1961 praktizierte er als Orthopäde in Greiz.